# Cissus duboisii
Cissus duboisii là một loài thực vật hai lá mầm trong họ Nho. Loài này được Dewit miêu tả khoa học đầu tiên năm 1959.